# Hypofys

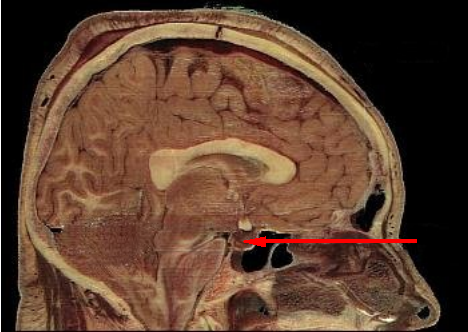
Hypofysens placering i hjärnan.

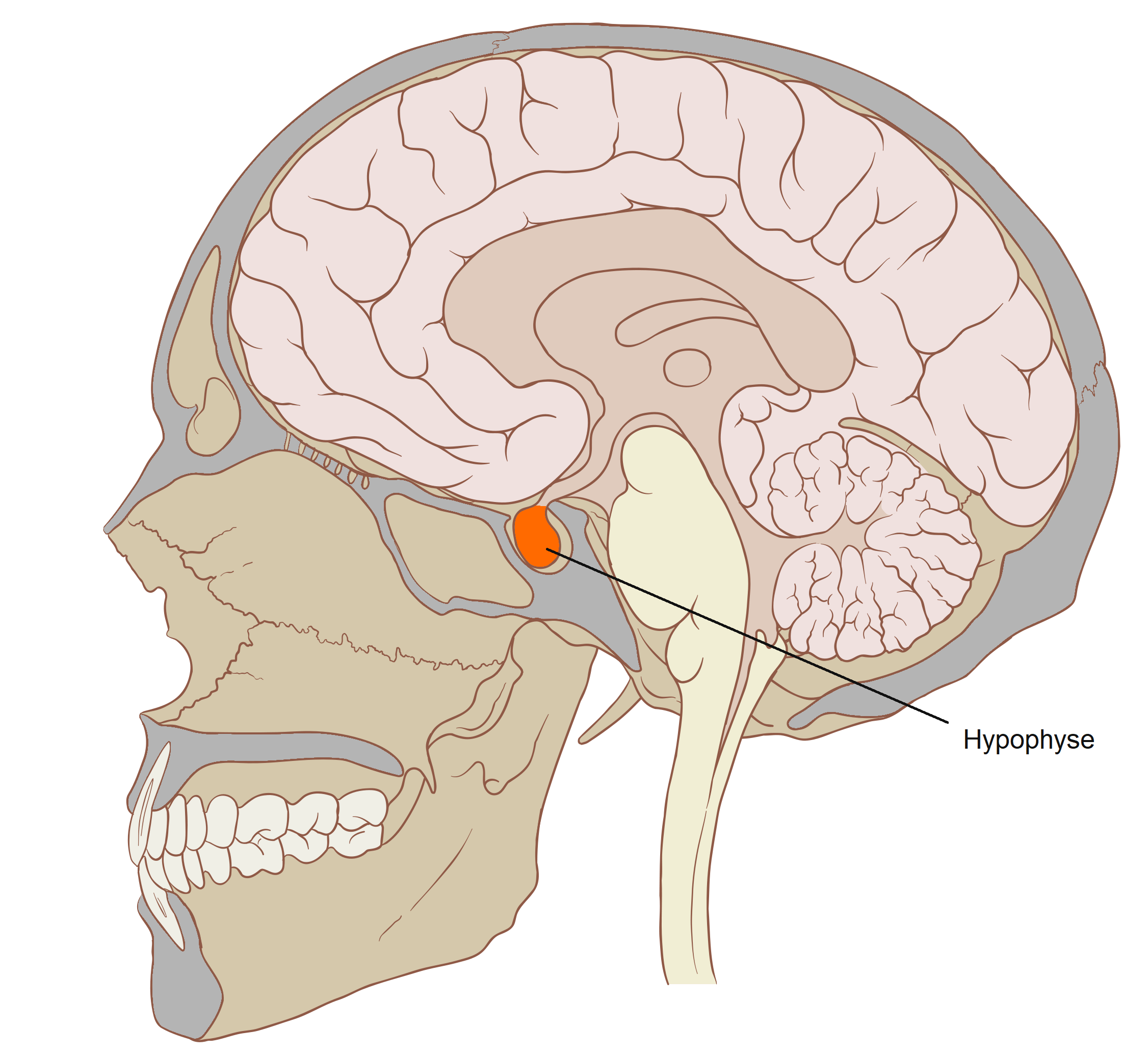
Tecknad bild som visar hypofysens placering i hjärnan (markerat i orange).

Hypofysen (Grekiska: hypophysis) är en struktur i hjärnan på undersidan av hypotalamus (från grekiska  ”hypotalamos” (υποθάλαμος), från hypo (under) och talamos, thalamos (kammare, chamber), som tillsammans med hypotalamus utövar kontroll över det endokrina systemet.

## Beskrivning
Hypofysen är en endokrin körtel som anatomiskt sträcker ut sig från hypotalamus via en stjälk som kallas för infundibulum. Körteln vilar och skyddas av en omgivande benficka vid namn turksadeln (sella turcica). Hypofysen är den överordnade körteln som kontrollerar de andra körtlarna i det endokrina systemet. Hypotalamus har viktiga förbindelser med det endokrina systemet, det vill säga kroppens samlade hormonproducerande körtlar. Genom sin koppling till den närliggande hypofysen styr hypotalamus direkt många hormonella utsöndringar i kroppen som reglerar den sexuella utvecklingen, sexuellt beteende, metabolism och kroppens reaktioner på stress. Hypotalamus reglerar således hypofysens aktivitet, och hypotalamus påverkas i sin tur av andra hjärncentra (till exempel medulla oblongata, pons och cortex).

## Funktion
Hypofysen är ett överordnat endokrint organ som med hormoner påverkar andra perifert lokaliserade endokrina organ i kroppen. Hypofysen kontrollerar även utveckling, tillväxt samt reproduktion. Hypofysen påverkar hormonproduktionen i andra endokrina körtlar såsom binjurarna och sköldkörteln. Hos kvinnor påverkar hypofysen äggstockarna och hos män påverkar den testiklarna.
Hypothalamus tar emot information om kroppens grundläggande information från flera strukturer i hjärnan. Informationen används för att reglera kroppens funktioner, genom bland annat reglering av hypofysen. Hypothalamus reglerar hypofysens funktion genom att använda eget hormon för att kommunicera med hypofysen. Nivån av olika hormon i blodet övervakas av hypothalamus som har specifika celler som mottar information om hormonnivån för varje hormon från kroppen. När hormonmängden i blodflödet når under en viss nivå stimuleras hypothalamus att släppa ut fler hormoner. Dessa hormoner färdas därefter till hypofysen och indikerar om hypofysen i sin tur ska ge ifrån sig fler eller färre av sina hormoner. Oavsett om ett hormon frigörs av den främre eller bakre hypofysen regleras utsöndringen av hypotalamus. Hormonerna som produceras av hypofysen släpps ut i blodomloppet som sedan transporterar hypofysens hormoner till andra endokrina körtlar i kroppen.
Hypofysens hormoner stimulerar de endokrina körtlarna i kroppen att producera egna motsvarande hormoner. De lokalt producerade hormonerna gör det faktiska arbetet med att reglera kroppens funktioner. Exempelvis reglerar hormoner producerade i sköldkörteln kroppens ämnesomsättning. Det kan hända att höga nivåer av de lokalt producerade hormonerna stoppar hypofysens och hypothalamus att frigöra hormoner, vilket förhindrar att hormonnivåerna blir för höga.

## Hypofysens lober
Hypofysen kan delas in i en baklob (neurohypofysen) och en framlob (adenohypofysen).

### Neurohypofysen
Neurohypofysen, även kallad hypofysens baklob, utsöndrar oxytocin och vasopressin (antidiuretiskt hormon, ADH) i blodflödet. Neurohypofysen består till skillnad från den främre hypofysen av utlöpare av celler i hypotalamus. Oxytocin verkar i muskulaturen mestadels i gravida kvinnors livmoder och mjölkgångarna i brösten hos nyblivna mödrar. ADH påverkar njurarna i regleringen av kroppens vätskebalans. Hormonerna transporteras från hypothalamus i små vesiklar längs axonet och ackumuleras för att sedan släppas ut genom en aktionspotential genom exocytos. Hormonerna kommer då ut i blodomloppet.

### Adenohypofysen
Adenohypofysen, även kallad hypofysens framlob, producerar sex olika typer av hormon i blodflödet. Sköldkörtelstimulerande hormon (tyreoideastimulerande hormon, TSH) som stimulerar sköldkörteln att bilda de två hormonerna tyroxin och trijodtyronin. Binjurebarkstimulerande hormon (adrenokortikotropt hormon, ACTH) som ökar produktionen av binjurebarkhormoner (framför allt kortisol och aldosteron). Follikelstimulerande hormon (FSH) och luteiniserande hormon (LH) som har betydelse för produktionen av könshormoner hos båda könen och reglerar kvinnans menstruationscykel. Prolaktin som medverkar till mjölkproduktionen i kvinnans bröstkörtlar och utsöndras mest vid tiden för ägglossning och under amning samt generellt tillväxthormon (GH) som har en central betydelse för tillväxten av ny vävnad i kroppens olika organ. Flera av hormonerna som bildas av adenohypofysen är gonadotropiner.

## Sjukdomar i hypofysen
Tumörer i hypofysen är ovanliga, men förekommande. Ett vanligt symptom är synstörningar eftersom hypofysen går nära synnervskorsningen och en tumör i hypofysen kan trycka på denna och orsaka synrubbningar. Hypofystumörer är ofta endokrina i sin funktion och kan ge en hyperproduktion av hormoner (hyperfunktion av hypofysen), vilket kan ge upphov till sjukdomar som Cushings syndrom och akromegali. Idag kan hypofystumörer ofta framgångsrikt behandlas med avancerad transsfenoidal kirurgi samt med läkemedel. Otillräcklig hypofysfunktion orsakas i de flesta fall av hypofystumörer. Dysfunktion i hypofysen kan även orsakas av minskad hormonproduktion i hypofysens framlob. Komplikationer vid födseln, inre blödningar samt svåra skallskador kan förorsaka problem i hypofysens funktion.
Sjukdomar och störningar i hypofysområdet eller hypotalamus kan ge upphov till hypofysär underproduktion, även kallat hypopituitarism. Det som vanligen orsakar hypopiuitarism är tumörer, metastaser, sarkoidos, tuberkulos, Wegeners granulomatos och allvarlig hjärnskada. Hypofysär underproduktion kan även bero på kongenitala anomalier, långvarig och svår allmänsjukdom och HIV-infektion.

### Akromegali
I hypofysområdet dominerar tumörer helt bland sjukdomarna och är den vanligaste orsaken till hypofysär överproduktion av hormoner. Akromegali uppstår då de tillväxthormonproducerande cellerna i hypofysen ökar i antal till en tumörväxt. Detta resulterar i en förhöjning i utsöndringen av tillväxthormon. I vissa tumörer utsöndras också hormonet prolaktin som reglerar kroppens egen mjölkproduktion. Tumörer vid akromegali är godartade och för det mesta enkla att behandla. Däremot är det viktigt att tumören behandlas då symptomen förvärras med tiden.